# Richard Robarts
Richard Robarts (22 września 1944 w Bicknacre) – były brytyjski kierowca wyścigowy.
W roku 1974 wziął udział w trzech wyścigach Formuły 1. Zapłacił on za starty Brabhamowi i zadebiutował 13 stycznia w Grand Prix Argentyny. Po Grand Prix RPA zastąpił go jednak Rikky von Opel, który oferował więcej pieniędzy. Był również zgłoszony do startów Williamsem w Grand Prix Szwecji, ale zamiast niego w wyścigu tym pojechał Tom Belsø. Po roku 1974 ścigał się w Formule 2 i innych seriach.
Obecnie mieszka w Esseksie, gdzie bierze udział w budowie samochodów i autobusów.

## Wyniki w Formule 1
| Legenda oznaczeń w tabelach wyników Wyświetl szablon na nowej stronie | Legenda oznaczeń w tabelach wyników Wyświetl szablon na nowej stronie                                                                     |
| Oznaczenie                                                            | Wyjaśnienie |
| --------------------------------------------------------------------- | --- |
| Złoty                                                                 | Zwycięzca lub mistrzostwo |
| Srebrny                                                               | 2. miejsce lub wicemistrzostwo |
| Brązowy                                                               | 3. miejsce lub II wicemistrzostwo |
| Zielony                                                               | Ukończył, punktował (w klasyfikacji generalnej, gdy zdobył co najmniej jeden punkt na przestrzeni sezonu, poza trzema powyższymi opcjami) |
| Niebieski                                                             | Ukończył, nie punktował (w klasyfikacji generalnej, gdy nie zdobył co najmniej jednego punktu na przestrzeni sezonu)                      |
| Czerwony                                                              | Nie zakwalifikował się (NZ) |
| Czerwony                                                              | Nie prekwalifikował się (NPK) |
| Różowy                                                                | Nie ukończył (NU) |
| Różowy                                                                | Niesklasyfikowany (NS) (w klasyfikacji generalnej, gdy nie został sklasyfikowany w żadnym wyścigu sezonu)                                 |
| Czarny                                                                | Zdyskwalifikowany (DK) |
| Czarny                                                                | Wykluczony (WYK/EX) |
| Biały                                                                 | Nie wystartował (NW) |
| Biały                                                                 | Kontuzjowany (K/INJ) |
| Biały                                                                 | Wyścig odwołany (OD/C) |
| Bez koloru                                                            | Został wycofany (WYC/WD) |
| Bez koloru                                                            | Nie przybył (NP/DNA) |
| Bez koloru                                                            | Nie brał udziału w treningach (NT/DNP) |
| Bez koloru                                                            | Nie został zgłoszony (–) |
| Pogrubienie                                                           | Start z pole position |
| Kursywa                                                               | Najszybsze okrążenie wyścigu |
| †                                                                     | Nie ukończył, ale jego rezultat został zaliczony ze względu na przejechanie więcej niż 90% dystansu wyścigu.                              |
| *                                                                     | Sezon w trakcie |
| 1/2/3                                                                 | Punktowana pozycja w sprincie kwalifikacyjnym                                                                                             |
| Lista systemów punktacji Formuły 1                                    | |

| Rok  | Zespół                     | Samochód        | Silnik  | 1      | 2      | 3      | 4   | 5   | 6   | 7      | 8   | 9   | 10  | 11  | 12  | 13  | 14  | 15  | Msc. | Pkt. |
| ---- | -------------------------- | --------------- | ------- | ------ | ------ | ------ | --- | --- | --- | ------ | --- | --- | --- | --- | --- | --- | --- | --- | ---- | ---- |
| 1974 | Motor Racing Developments  | Brabham BT44    | Ford V8 | ARG NU | BRA 15 | ZAF 17 |     |     |     |        |     |     |     |     |     |     |     |     | –    | 0    |
| 1974 | Frank Williams Racing Cars | Iso-Marlboro FW | Ford V8 |        |        |        | ESP | BEL | MCO | SWE NW | NLD | FRA | GBR | DEU | AUT | ITA | CND | USA | –    | 0    |